# Eiphosoma quorum
Eiphosoma quorum là một loài tò vò trong họ Ichneumonidae.